# St. Peter und Paul (Zürich)

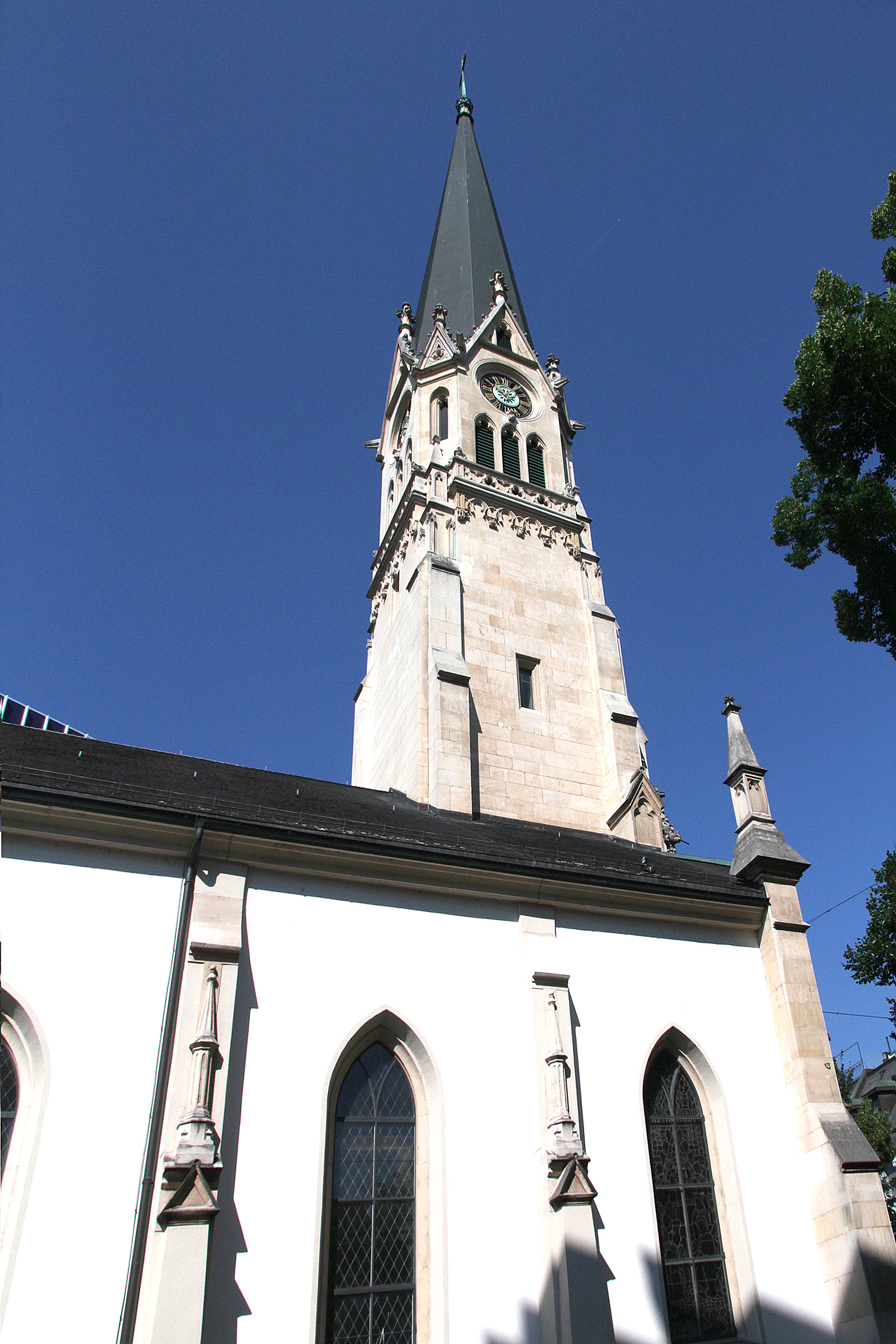
Römisch-katholische Kirche St. Peter und Paul

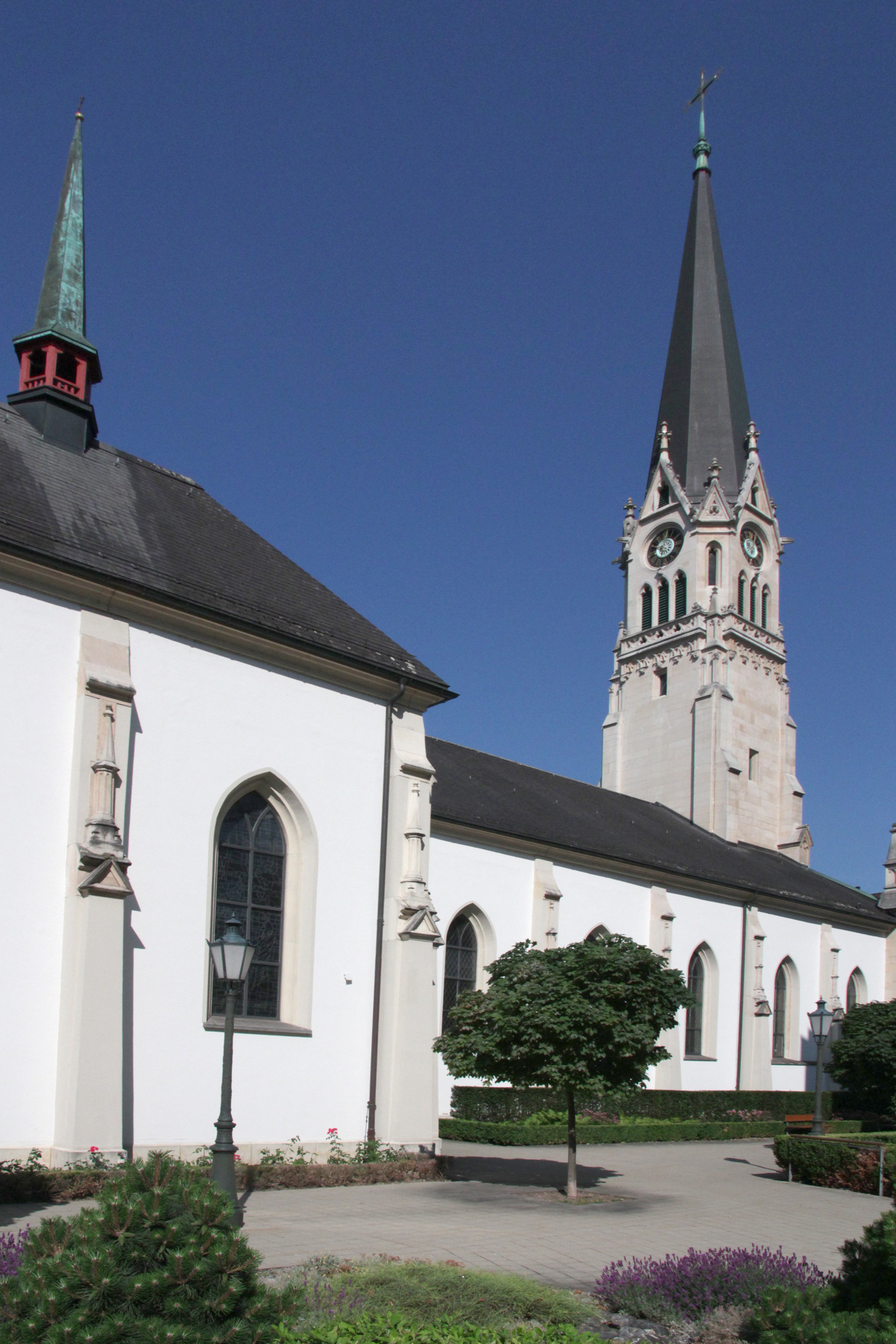
Kirche St. Peter und Paul, Ansicht von Osten

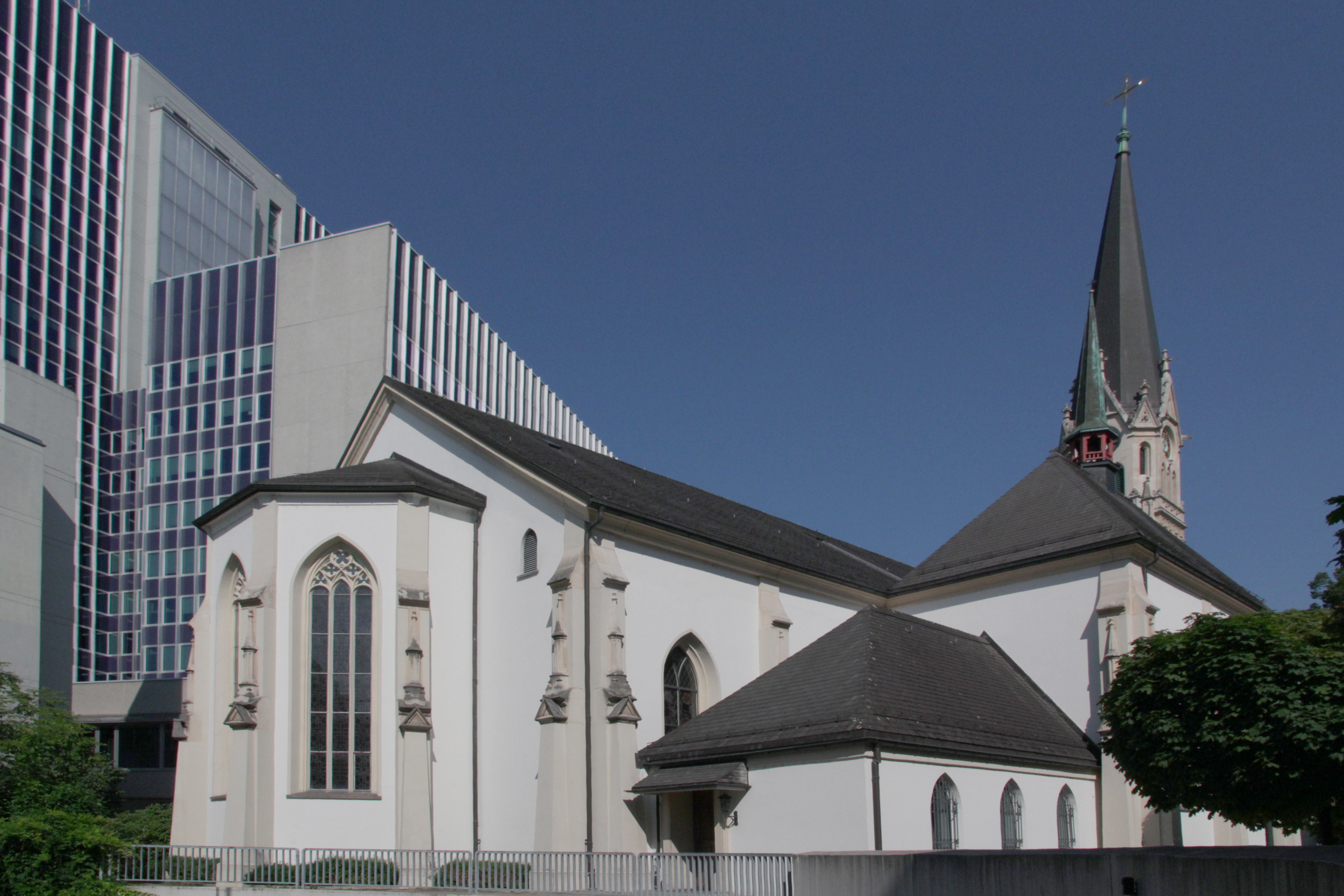
Chor, Sakristei und St. Annakapelle, im Hintergrund die Werdhochäuser

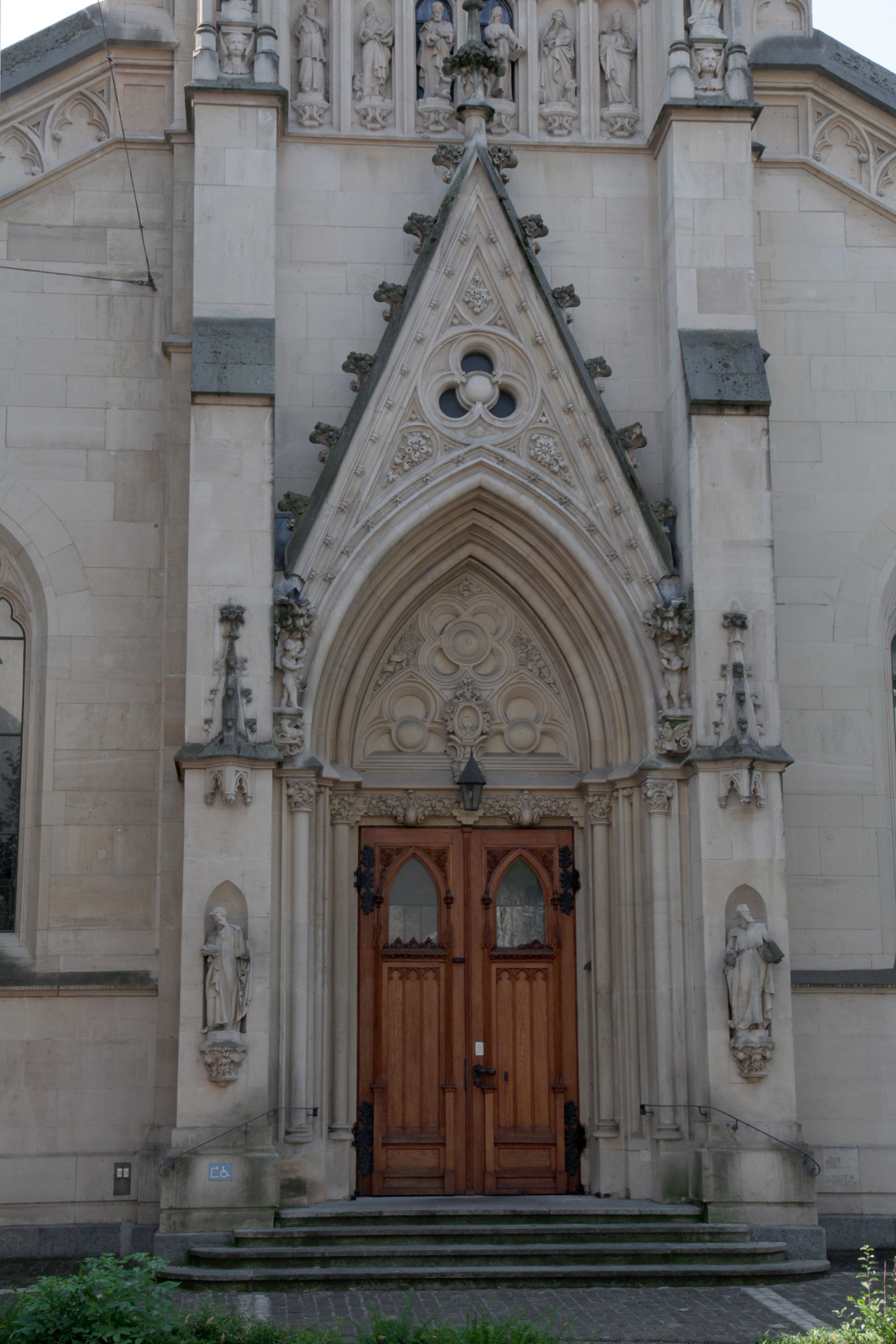
Das Hauptportal an der Werdstrasse

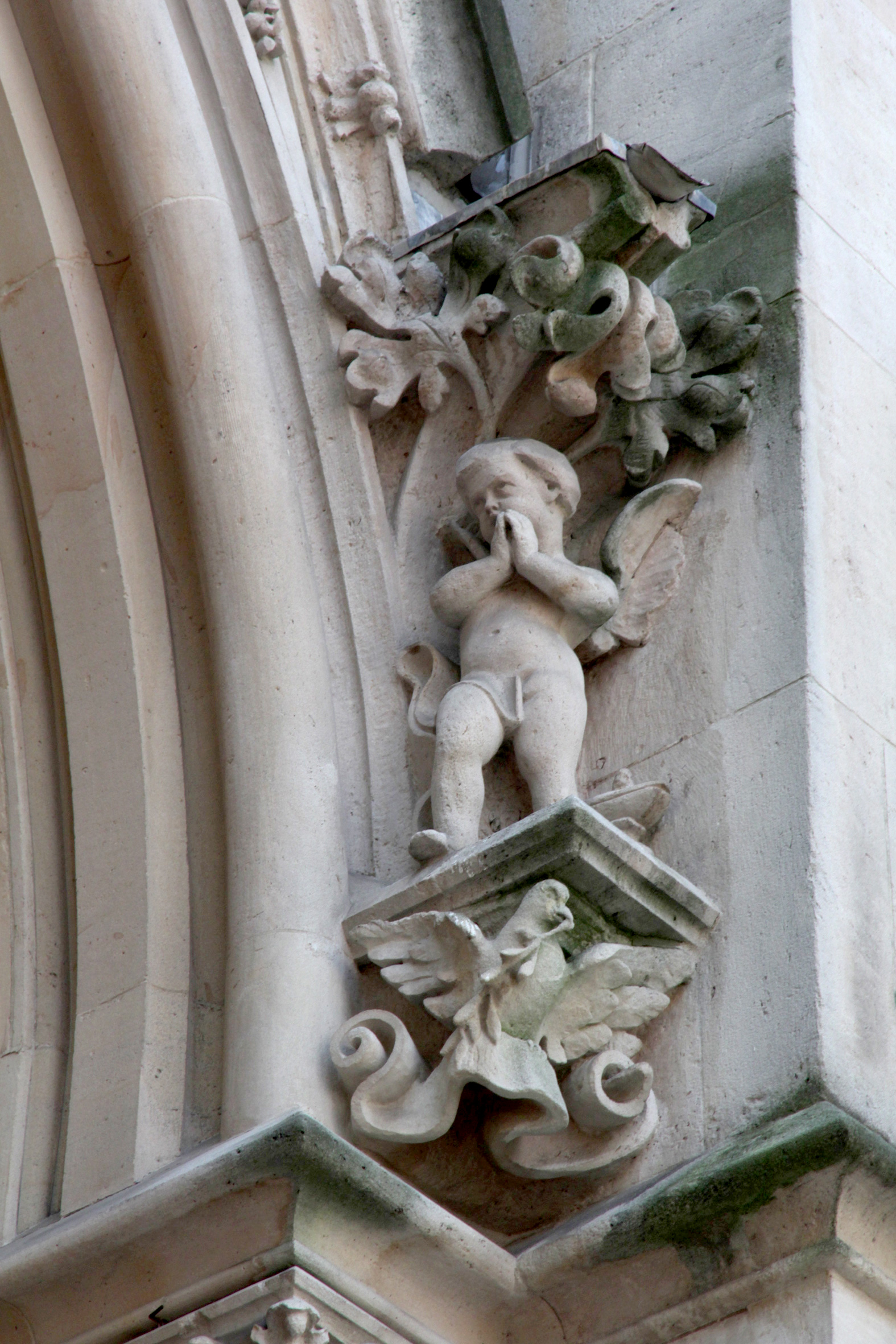
Detail am Hauptportal

Die 1874 fertiggestellte und 1885 geweihte neugotische Kirche St. Peter und Paul in Zürich-Aussersihl ist das erste römisch-katholische Kirchengebäude, das nach der Reformation in Zürich erstellt wurde. Sie ist die Mutterkirche von katholisch Zürich und steht seit 1980 unter Bundesdenkmalschutz.

## Geschichte

### Hintergründe
Das Toleranzedikt des Zürcher Regierungsrats vom 10. September 1807 erlaubte erstmals seit der Reformation durch Huldrych Zwingli im Jahr 1523 wieder eine katholische Gemeinde in Zürich. Den Katholiken, die vorher nur im Kloster Fahr, einer aargauischen Enklave, den Gottesdienst besuchen konnten, wurde die aus dem 14. Jahrhundert stammende St. Anna-Kapelle für Gottesdienste überlassen. Im Jahre 1819 wurde Zürich zusammen mit Ob- und Nidwalden, Teile von Uri, Schwyz sowie als Teil des erloschenen Bistums Konstanz dem Bistum Chur zur provisorischen Administratur übergeben.
Weil im Zuge der Industrialisierung zunehmend Katholiken aus der Ost- und Innerschweiz nach Zürich auswanderten, wurde die St. Anna-Kapelle für die rasch wachsende Gemeinde zu klein. Da der Stadtrat von Zürich für eine Erweiterung der St. Anna-Kapelle keine Erlaubnis gab, musste nach einer anderen Lösung gesucht werden. Am 19. Oktober erhielten die Katholiken die Erlaubnis, bis auf weiteres im Schiff des Fraumünsters an Sonn- und Feiertagen ihren Gottesdienst abzuhalten. Später wurde diese Erlaubnis bis auf Ende 1843 befristet. 1842 erhielt die katholische Gemeinde Zürich die Bewilligung zur Benützung der Augustinerkirche, die aber zuerst renoviert werden musste. Am 21. Oktober 1844 weihte der Bischof von Chur, Kaspar de Carl ab Hohenbalken die Augustinerkirche ein. Im Jahr 1864 gründete die katholische Gemeinde Zürich Missionsstationen in Männedorf, Gattikon und im Bezirk Hinwil.

### Entstehungs- und Baugeschichte
Nach dem Ersten Vatikanischen Konzil kam es in Zürich unter den Katholiken zu einer Kirchenspaltung. Bei einer Gemeindeabstimmung am 8. Juni 1873 schlossen sich von 396 Stimmberechtigten 290 der christkatholischen Bewegung an. 106 sprachen sich als romtreue Katholiken dagegen aus. Die Augustiner-Kirche wurde somit christkatholisch und die romtreue Minderheit musste nach dem Frühgottesdienst vom 29. Juni 1873 die Augustinerkirche verlassen. Von der Presse wurden die romtreuen Katholiken mit Häme überschüttet. Bis zum Bau einer neuen Kirche musste die romtreue Gemeinde im Theaterfoyer ihre Gottesdienste feiern. Die römisch-katholischen Gemeindemitglieder gründeten eine Aktiengesellschaft, um den Bau einer römisch-katholischen Kirche in Zürich oder Umgebung zu finanzieren. Nachdem in der damals noch eigenständigen Gemeinde Aussersihl ein Baugrund gefunden werden konnte, wurde mit materieller Unterstützung der katholischen Kantone die Kirche St. Peter und Paul in nur einem Jahr gebaut.
Am 2. August 1874 konnte die römisch-katholische Gemeinde die unter der Leitung des Baumeisters Rudolf Gottlieb Gull (1832–1911), dem Vater des Erbauers des Zürcher Landesmuseums Gustav Gull, in den Jahren 1873–1874 neu erstellte Notkirche in Aussersihl einweihen. Die als «Armeleutekirche von Aussersihl» bezeichnete schlichte Saalkirche hatte bei der Einweihung weder Bänke noch Kanzel, Altaraufbauten oder Taufstein. Zunächst diente ein einfacher Tisch als Hochaltar. 1874 erhielt das Gotteshaus eine Kanzel, 1875 die beiden Seitenaltäre, die nach Entwürfen des Baumeisters Wilhelm Keller-Jenny von den Gebrüder Müller aus Wil SG gefertigt wurden, und im Jahr 1884 schliesslich den neugotischen Hochaltar, der mit Spenden der Gläubigen ermöglicht wurde. Papst Pius IX. schenkte der Diasporapfarrei Zürich die grosse Zwillingsmonstranz aus dem einstigen Klosterschatz von Muri. 1885 weihte der Bischof von Chur, Franz Konstantin Rampa, die Kirche. Ein katholisches Gotteshaus durfte damals erst geweiht werden, wenn kein zu grosser Schuldbetrag mehr auf ihr lastete.
1895 wurde die zu klein gewordene Kirche durch einen Anbau an der Frontseite und einen neugotischen Turm erweitert. Hierbei wurde das bescheidene bisherige Hauptportal als Zugang zur Empore auf der rechten Seite im ersten Joch wieder eingesetzt. In der ein dreischiffiges Kircheninneres vortäuschenden Schaufassade mit dem sechzig Meter hohen Turm spiegelte sich auch das gewachsene Selbstbewusstsein der Zürcher Katholiken. Die Architekten waren Alfred Chiodera (1850–1916) und Theophil Tschudy (1847–1911), die auch die Synagoge der Israelitischen Cultusgemeinde an der Löwenstrasse 1884, die Villa Patumbah 1885 und das Schauspielhaus Zürich (Pfauenbühne) 1888/1889 entworfen hatten. Der Kirchturm von St. Peter und Paul war der erste Kirchturm in ganz Aussersihl. Für die evangelisch-reformierte Kirchgemeinde St. Jakob war der 60 Meter hohe katholische Kirchturm ein Ansporn, ihren fünf Jahre später vollendeten Turm fünfzehn Meter höher zu errichten.
Die zahlreichen, seit den 1860er Jahren nach Zürich und Umgebung eingewanderten italienischen Arbeiter mussten teilweise unter prekären Verhältnissen leben. Dies führte zu sozialen Spannungen und Auseinandersetzungen mit den jungen Schweizern – den sogenannten Italiener-Krawallen von 1896. Als Reaktion darauf gründeten die Salesianer im Jahr 1898 die Missione Zurigo, aus der die heutige Missione Cattolica di Lingua Italiana (MCLI) mit ihrer Kirche Don Bosco an der Ecke Hohl-/Feldstrasse hervorgegangen ist.
1897 wurde die Casino-Genossenschaft gegründet, die ein Restaurant und einen Saal als Gemeindezentrum betrieb. 1927 hatte die Pfarrei St. Peter und Paul grosse Baupläne für eine Erweiterung der Kirche sowie für eine Grossüberbauung mit Schulhaus, Familienwohnungen und Einkaufsmöglichkeiten. Die Pläne scheiterten wegen Finanzierungsproblemen. 1929 konnte dagegen das Jugendhaus in Verbindung mit dem Casino Aussersihl erbaut werden.
1943 bis 1944 wurde die Kirche unter der Leitung des Schwyzer Architekten Joseph Steiner im Purifizierungsstil renoviert, wobei die neugotischen Farben durch einen weissen Anstrich und im Chorraum die bisherigen Glasfenster durch damals zeitgenössische ersetzt wurden, die von August Wanner geschaffen und von Rudolf Süess ausgeführt wurden. 1968 wurde das Werdquartier rund um die Kirche St. Peter und Paul neu bebaut. Die in die Jahre gekommenen ärmlichen Häuser wurden samt dem alten Pfarrhaus abgebrochen und ersetzt durch ein neues Pfarrhaus und durch ein Kirchgemeindehaus am Werdgässchen. 1973 konnte das Altersheim St. Peter und Paul bezogen werden. Zur 100-Jahr-Feier von St. Peter und Paul wurde das Pfarrhaus eingeweiht und 1978 der umgebaute Casinosaal in Betrieb genommen. Der Architekt all dieser baulichen Massnahmen war K. Wäspi.
Nachdem in den 1960er Jahren das Werdhochhaus in unmittelbarer Nachbarschaft der Kirche errichtet worden war und das Quartier um die Kirche vor einer radikalen Umgestaltung stand, wurden in Fachkreisen und in der Pfarrei die Frage diskutiert, ob die in die Jahre gekommene Kirche St. Peter und Paul einem Neubau weichen sollte oder ob sie als historisches Denkmal erhaltenswert sei. Nach einer erhitzten Debatte stimmte die Kirchgemeinde St. Peter und Paul mit deutlichem Ja für den Erhalt der Kirche.
Von 1979 bis 1980 wurde die Kirche durch den Architekten Walter Rieger unter der Begleitung der kantonalen und eidgenössischen Denkmalpflege einer Totalrenovation unterzogen und in den neugotischen Zustand von 1896 zurückgeführt. Hierbei wurde auch die ursprüngliche neugotische Farbgebung wiederhergestellt. Gleichzeitig wurde die Sakristei vergrössert sowie die in Erinnerung an die erste katholische Gottesdienststätte von Zürich genannte St. Annakapelle angebaut. Am 26. Oktober 1980 wurde die restaurierte Kirche samt der neu erbauten St. Annakapelle eingeweiht.
Für die sozialen Aufgaben der Pfarrei entstanden verschiedene Institutionen, die in der Umgebung der Kirche St. Peter und Paul angesiedelt waren und sind. So wurden 1987 im Haus zur Stauffacherin, das von der Pfarrkirchenstiftung St. Peter und Paul betrieben wird, Aussenrenovationen durchgeführt und die erweiterte Pflegestation des Altersheims St. Peter und Paul eröffnet.
Im Jahre 2002 begann die Kirchturmrenovation, die mit der Wiederaufsetzung des Kreuzes mittels Hubschrauber im April 2003 abgeschlossen wurde. Im Jahr 2014 wurde die St. Annakapelle von Architekt Walter Moser saniert.

### Tochterpfarreien und Gegenwart
Nach der Gründung der Pfarrei St. Peter und Paul entwickelten sich von der Mutterkirche aus – parallel zur wachsenden Stadt Zürich – in den darauf folgenden gut 80 Jahren die verschiedenen Pfarreien der Stadt, beginnend mit der Liebfrauenkirche, welche ab 1893 für das rechte Limmatufer eingerichtet wurde. Es folgte 1898 die Ernennung der Missione Cattolica di Lingua Italiana zur Personalpfarrei im Jahr 1898, danach die Gründungen der Pfarreien Heilig Kreuz (Altstetten) 1900, St. Josef (Industriequartier) 1916, Herz Jesu (Wiedikon) 1921, St. Franziskus (Wollishofen) 1928 und Dreikönigen (Enge) 1951.
Mit 3‘660 Mitgliedern (Stand 2021) ist die Pfarrei St. Peter und Paul eine der mittelgrossen römisch-katholischen Kirchgemeinden der Stadt Zürich.

### Zur Namensgebung
Im 19. Jahrhundert waren die Katholiken im reformierten Kanton Zürich eine Minderheit. Der Kulturkampf war Zeichen eines Misstrauens der reformierten Bevölkerung gegenüber den zuwandernden Katholiken. Als Antwort darauf entstand im 19. Jahrhundert der Ultramontanismus, der dem Zugehörigkeitsgefühl der Katholiken zu Papst und Vatikan in Rom Ausdruck verlieh. Nach der Trennung von der christkatholischen Kirche im Jahr 1873 bestand zudem das Bedürfnis, sich auch gegen diese neu entstandene Konfession zu profilieren. Diese beiden Umstände hatten zur Folge, dass in der zweiten Hälfte des 19. Jahrhunderts etliche neu erbaute Kirchen den Hl. Petrus und Paulus geweiht wurden, u. a. auch die älteste katholische Kirche im Kanton Zürich, St. Peter und Paul (erbaut 1868), und als erste römisch-katholische Kirche von Zürich nach der Trennung von der christkatholischen Kirche St. Peter und Paul in Zürich-Aussersihl.

## Baubeschreibung

### Kirchturm und Glocken

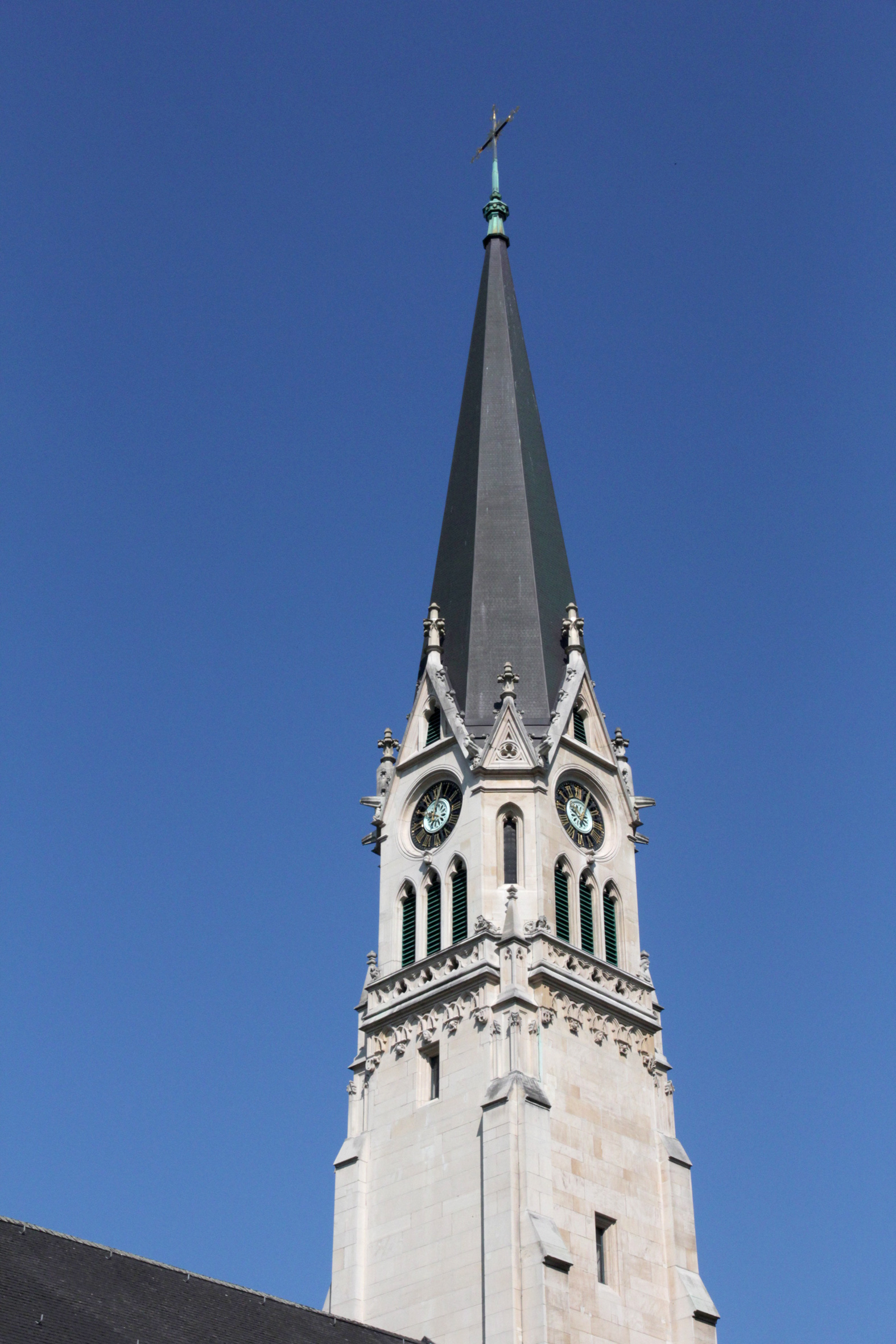
Der Kirchturm

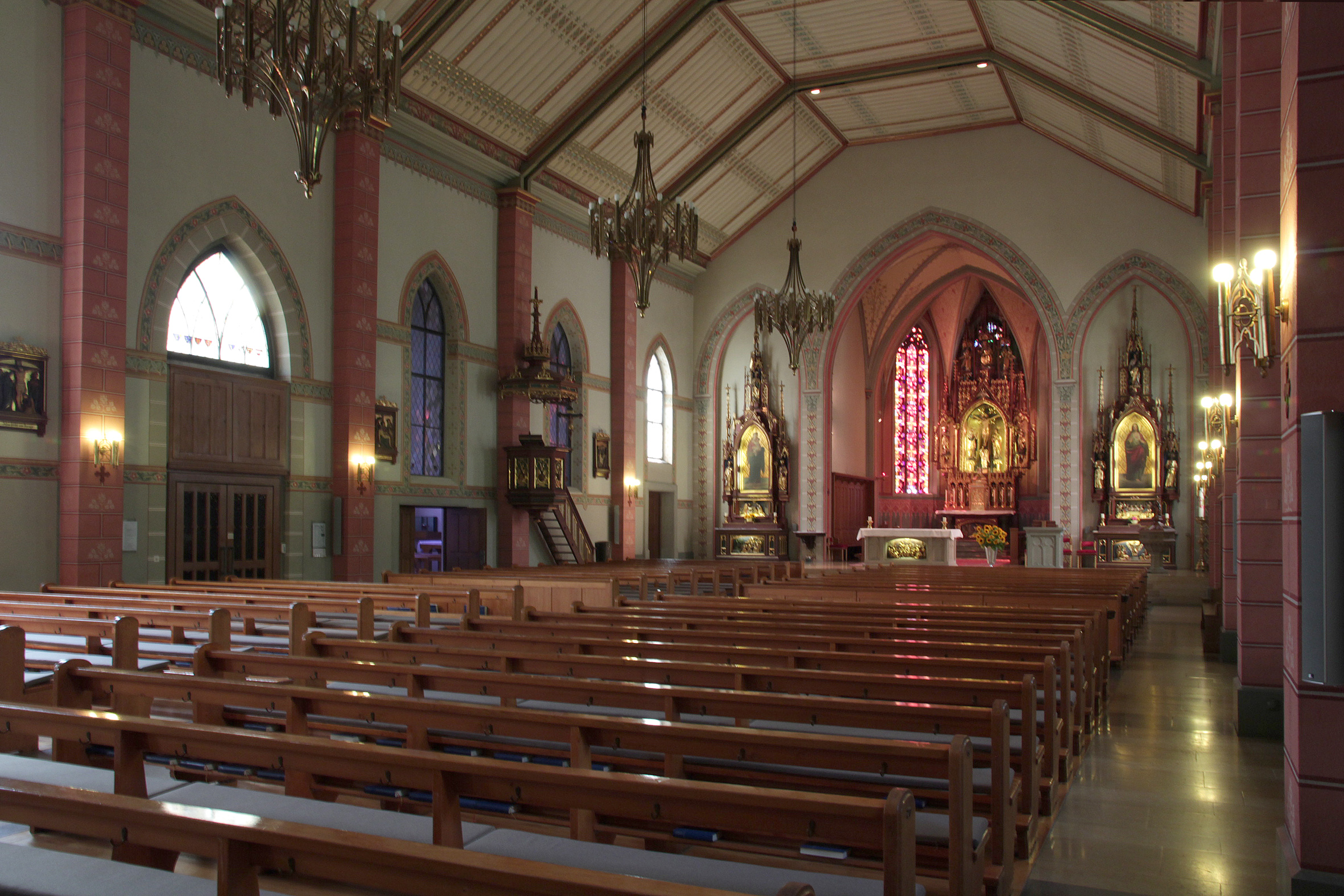
Innenansicht der Kirche

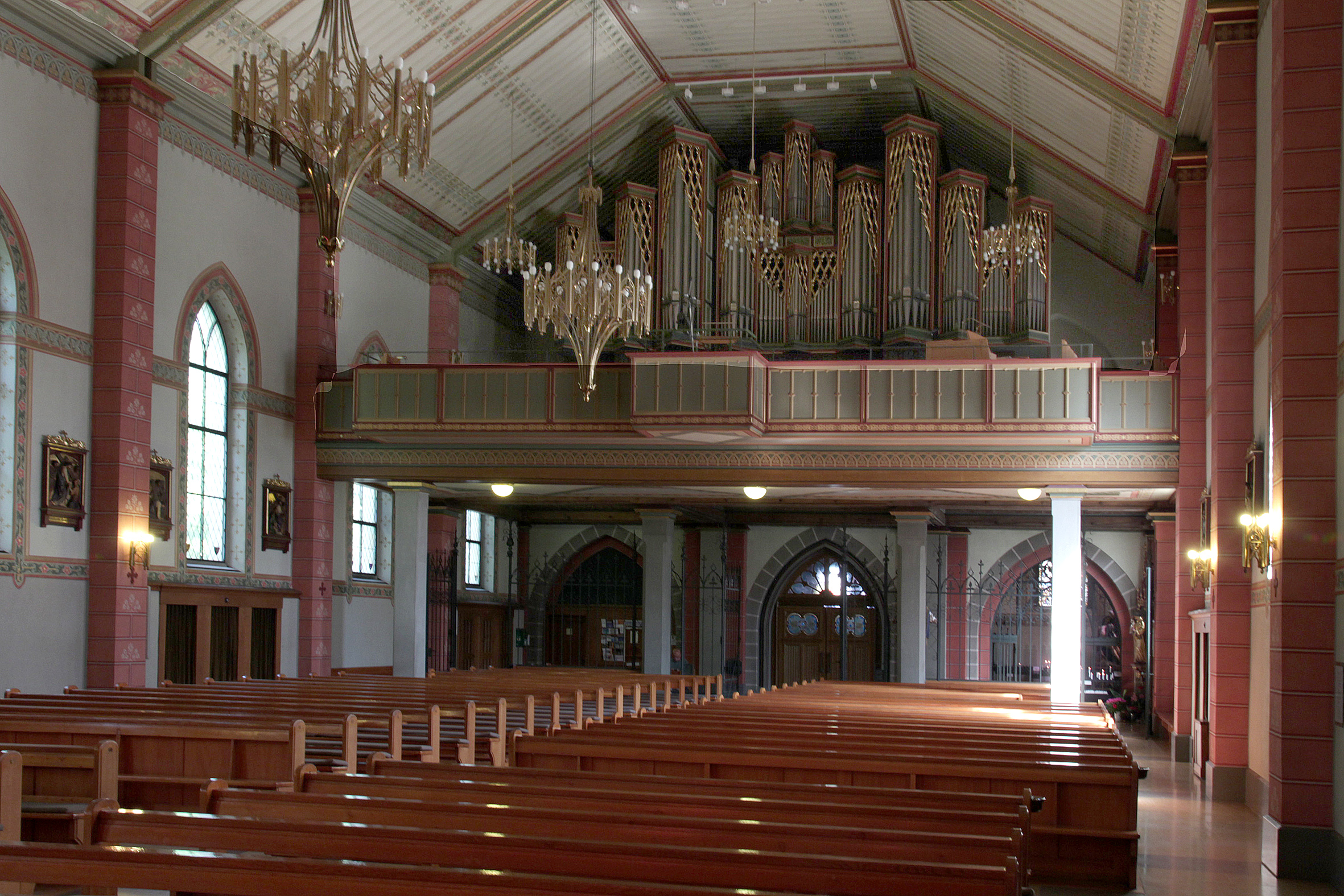
Blick zur Orgelempore

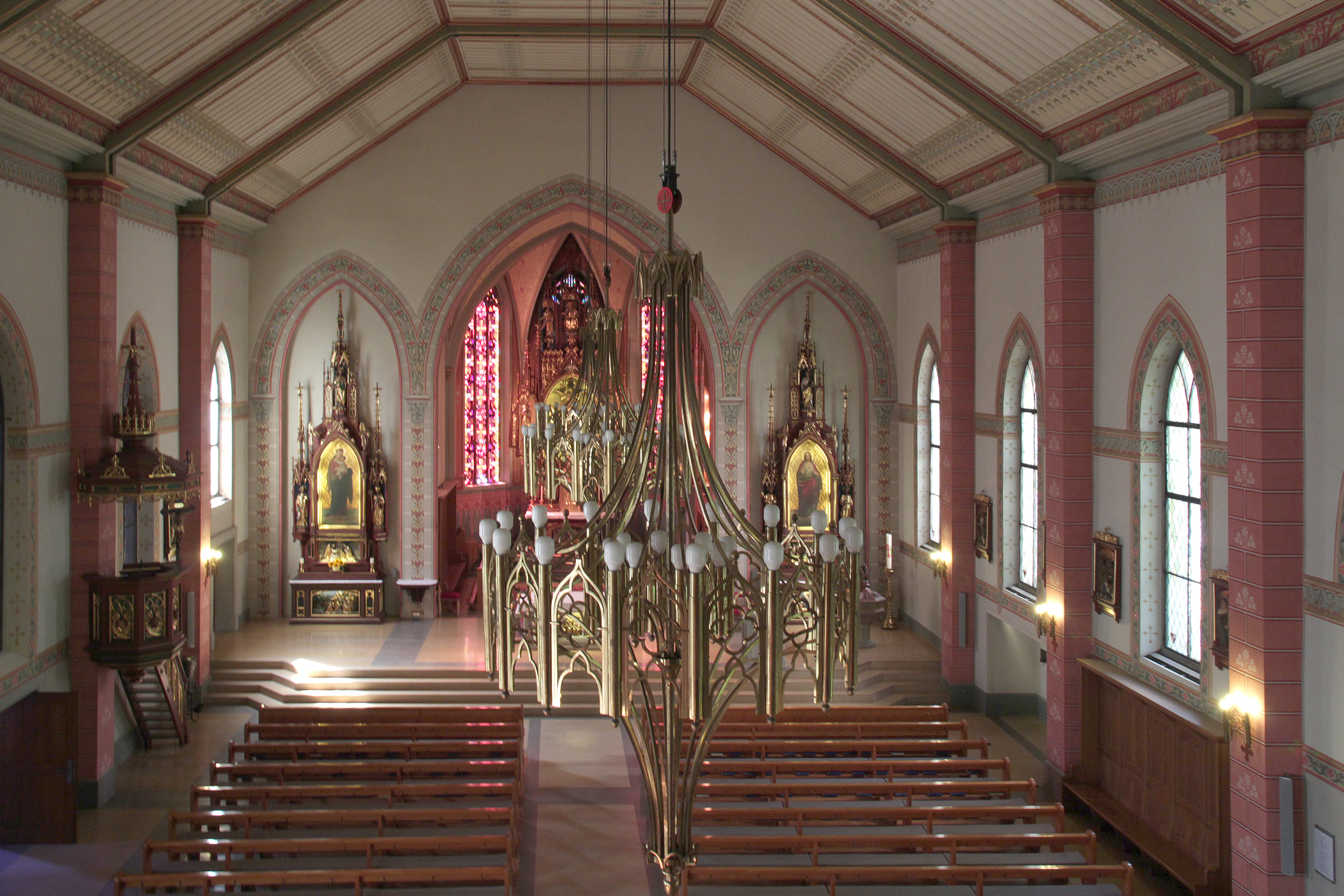
Blick von der Orgelempore

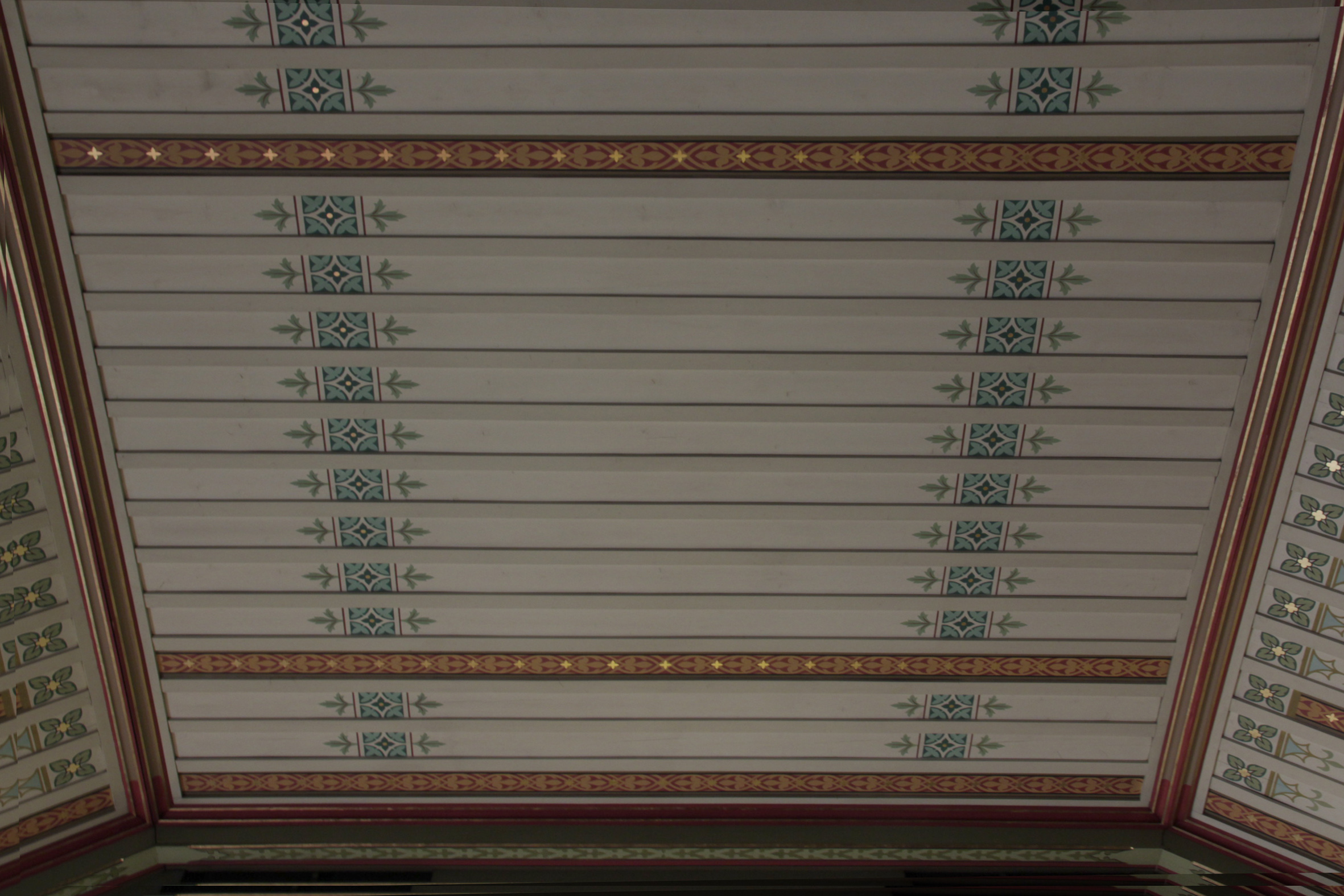
Kirchendecke, Detailansicht

Als die Kirche zu klein geworden war, wurde bei der Erweiterung des Gotteshauses auch der 60 Meter hohe neugotische Kirchturm an die Kirche angebaut. Es handelt sich um einen axialen Frontturm, der nach oben von einem Quadrat in ein Oktogon übergeht und mit dem krönenden Spitzhelm einen Höhenakzent als Gegengewicht zur 55 Meter langen Kirche setzt. Masswerk, Wimperge, Fialen und Kreuzblumen zieren den Turm.
Das Hauptportal wird links von Mose mit den Gesetzestafeln und rechts von König David mit der Harfe flankiert. Näher am Portal sind zwei Putten mit Weihrauchfass und Schiffchen zu entdecken. Der linke Putto steht auf einer Konsole mit dem Lamm und dem Buch der Offenbarung, der rechte Putto ist auf einer Konsole mit der Taube, die den Ölzweig im Schnabel hält, zu sehen (vgl. Arche Noah, Symbol des Friedens). In der gleichen Höhe wie die zwei Putten sind am äussersten Rand der Fassade links Joachim und rechts die schwangere Anna aufgestellt, die Eltern der Gottesmutter Maria. Über dem Wimperg des Hauptportals stehen in einer Reihe acht Figuren: v. l. n. r. zunächst die beiden Kirchenlehrer, Augustinus und Ambrosius, dann die vier Evangelisten Markus, Matthäus, Johannes und Lukas, schliesslich die lateinischen Kirchenlehrer Gregor und Hieronymus.
Das 1896 von der Glockengiesserei H. Rüetschi, Aarau geschaffene Geläute wurde am 22. November 1896 geweiht und anschliessend in den Turm aufgezogen.
| Nummer | Gewicht | Ton  | Widmung                                     |
| ------ | ------- | ---- | ------------------------------------------- |
| 1      | 3341 kg | B°   | Göttlicher Hirte                            |
| 2      | 1917 kg | des' | Maria, Mutter Gottes                        |
| 3      | 1239 kg | es'  | Hl. Josef                                   |
| 4      | 802 kg  | ges' | Stadtheilige Felix, Regula und Exuperantius |
| 5      | 404 kg  | b'   | Hl. Karl Borromäus                          |

### Seitenportale
Von Max Spielmann aus Innsbruck stammen die Seitenportale aus Bronze. Im Jahr 1981 schuf er zunächst das Portal für die Männerseite. Es stellt Petrus predigend und Paulus beim Verfassen seiner Schriften dar. Im Jahr 1984 gestaltete Max Spielmann als eines seiner letzten Werke die Eingangstüre auf der Frauenseite. Ihre Motive thematisieren die Bedeutung der Frauen in der Heilsgeschichte: oben links die Frauen, die Jesus beim Tragen des Kreuzes beweinen, rechts die Frauen unter dem Kreuz Christi. In der Mitte sind Maria Magdalena, Maria, die Mutter des Jakobus, und Salome dargestellt, die mit wohlriechenden Salben zum Grab kommen (Mk 16, 1), sowie die Begegnung des Auferstandenen mit Maria von Magdala (Joh 20, 14). In der unteren Reihe werden schliesslich die sieben klugen und die sieben törichten Jungfrauen gezeigt.

### Innenraum

#### Vorraum und Kerzenkapelle
Im Windfang findet sich ein Fresko von Franz Vettiger (1846–1919) aus dem Jahr 1900, die Verleugnung Petri darstellend. Bis etwa 1945 befand sich im Eingangsbereich auf der linken Seite ein weiteres Fresko mit der Darstellung des zweiten Patrons des Gotteshauses, des Hl. Paulus auf seinem Gang nach Damaskus. Es wurde durch das heutige Fenster zur Kerzenkapelle ersetzt. Die ehemalige Taufkapelle wird heute als Kerzenkapelle verwendet. Sie schmückt ein Eisengitter mit Heilig-Geist-Taube, eine Pietà in Lindenholz, beide von ca. 1896, sowie zwei Glasfenster, das eine mit der Taufe Christi, das andere zeigt Jesus, der die Kinder segnet. Die Glasfenster wurden von Christian Heinrich Burckhardt, München, im Jahr 1898 geschaffen.

#### Längsschiff
Die Kirche St. Peter und Paul ist ein Longitudinalbau mit einer Länge von 55 Metern, das Kirchenschiff hat eine Länge von gut 40 Metern und eine Breite von knapp 15 Metern. Das Längsschiff zeigt sich seit der Renovation von 1979 bis 1980 wieder in seiner neugotischen Gestaltung. Die einzelnen Joche sind durch ihre Konstruktion und Dekoration klar gegliedert, der Saal wirkt durch die einheitliche gewalmte Decke breiter. An der Stirnseite des Schiffes setzt sich mit der Gruppe der drei Spitzbogen die Gotik stärker durch, die in den neugotischen Altären im Chor weiter betont wird.
Die Kanzel auf der linken Seite ist das älteste erhaltene Element der liturgischen Ausstattung. Auf ihr sind die Symbole der vier Evangelisten zu sehen: Ein Mensch versinnbildlicht Matthäus, der Löwe Markus, der Stier Lukas und der Adler Johannes. Der Taufstein aus dem Jahr 1876 ist seit der Neugestaltung des Gotteshauses im Jahr 1980 vor dem rechten Seitenaltar aufgestellt. Sein geschnitzter Deckel zeigt die Taufe Jesu und wurde von Josef Roman Schwerzmann aus Zug geschaffen. Der Kreuzweg aus Tonguss von der Kunstanstalt München findet sich an den Längswänden des Kirchenschiffs.

#### Hochaltar und Volksaltar
Der neugotische Hochaltar steht seit 1884 im polygonalen Scheitel des Chors und bildet den Blickfang der Kirche. Er stammt vom Holzbildhauer Theodor Schnell d. Ä., Ravensburg. Das Geld dafür wurde im Lauf von zehn Jahren durch den «Fünfrappenverein» zusammengetragen, einer Gruppe von deutschen Dienstmädchen und Tiroler Maurern, die jede Woche fünf Rappen spendeten (der Lohn eines Dienstmädchens war damals fünf Franken monatlich).
Gezeigt wird im Mittelteil eine figürliche Kreuzigungsgruppe mit der Gottesmutter links und dem Hl. Johannes rechts, in den Nischen die Kirchenpatrone Peter und Paul. Über dem Gekreuzigten ist die Heiliggeisttaube und Gottvater dargestellt, flankiert von zwei Engeln. Unter der Mensa (Tisch des Herrn) des Hochaltars befindet sich ein heiliges Grab, das in der Karwoche geöffnet wird und Christus zeigt, wie er nach seiner Auferstehung Maria Magdalena erscheint. Dieses heilige Grab war ab den 1920er Jahren dauerhaft verschlossen, bis es bei der Renovierung des Altars 1979 wiederentdeckt wurde.
Aus dem Jahr 1980 stammt der Volksaltar, der wie der Ambo aus Sandstein geschaffen ist. In seiner Gliederung nimmt er Bezug auf die Formsprache der Seitenaltäre. Vier Holzschnitzerei-Tafeln können je nach dem Kirchenjahr in die Front eingebaut werden: die Krippe (Weihnachtszeit), die Ölberg-Szene (Fastenzeit), die Begegnung des Auferstandenen mit Maria aus Magdala (Osterzeit) sowie das Pfingstereignis.

#### Seitenaltäre
Beide Seitenaltäre stammen von Wilhelm Keller, Luzern aus dem Jahr 1875. Im linken Altar stellt das Altarbild eine Muttergottes von Joseph Balmer, Luzern dar. Die Predella zeigt die Verkündigung und das Antependium die Huldigung der Heiligen drei Könige. Das Altarbild wird von Engeln und drei Heiligen umgeben: oben der Hl. Josef, links der Hl. Karl Borromäus, rechts ein nicht eindeutig bestimmter Heiliger, möglicherweise der Hl. Luzius von Chur oder der Hl. Konrad von Konstanz.
Der rechte Seitenaltar besitzt ein Altarbild von Melchior Paul von Deschwanden, Stans, das das Herz Jesu darstellt. Die Predella zeigt das Abendmahl, das Antependium die Himmelfahrt. Flankiert wird der Herz-Jesu-Altar von Engeln und drei Heiligen: dem Apostel Johannes mit dem Adler, dem Hl. Franziskus und rechts dem Hl. Bruder Klaus.

#### St. Anna-Kapelle
Bei dieser Seitenkapelle handelt es sich um einen Neubau aus dem Jahr 1979–1980. Sie wurde an den neugotischen Stil der Kirche St. Peter und Paul angepasst, damit das ganze Ensemble einheitlich wirkt. Ihre Namensgebung erinnert an den ersten katholischen Gottesdienstraum der Stadt Zürich seit der Reformation, unweit der heutigen Bahnhofstrasse. Die St. Anna-Kapelle wurde bei ihrer Renovierung im Jahr 2014 zu einem Querbau mit flexibler Bestuhlung umgestaltet.
Der Altar, der Tabernakel und das Vortragskreuz stammen von Josef Caminada, Zürich. Die Glasfenster schuf Hermann A. Sigg, Oberhasli. Gezeigt wird im kleinen Seitenfenster links die Erschaffung des Lichts, im grossen Fenster links die Begegnung von Rahel mit Jakob und rechts eine Anna selbdritt, also links die Hl. Anna (und nicht wie oft vermutet der Hl. Josef), rechts ihre Tochter Maria mit dem Jesus-Kind auf dem Arm. Der Wandteppich ist von Ferdinand Gehr aus dem Jahr 1982 und trägt den Titel „Licht“. Die Darstellung der Anna Selbdritt stammt aus Asturien (Spanien) und wurde im 16./17. Jahrhundert gefertigt.

#### Zwillingsmonstranz
Die ärmliche Kirche besass bereits bei der Einweihung im Jahr 1884 ein ungewöhnlich kostbares, einzigartiges Kultgerät: die Zwillingsmonstranz von Muri. Diese Monstranz war eine von zwei Anfang des 18. Jahrhunderts in der Blütezeit des Klosters Muri geschaffenen spätbarocken, vergoldeten Silbermonstranzen mit Laubwerk und Email verziert.
Beide Monstranzen wurden 1841 bei der Aufhebung des Klosters vom Kanton Aargau konfisziert. Eine von ihnen gelangte zurück nach Muri, die andere wurde zusammen mit weiteren Kultgegenständen nach Frankreich verkauft, wo der päpstliche Nuntius den gesamten Kultschatz 1851 ersteigerte und in den Vatikan bringen liess. Als der damalige katholische Pfarrer von Zürich, Anton Scalabrini, wenige Monate vor der Vollendung der Kirche auf einer seiner zahlreichen Bettelreisen nach Rom kam, spendete ihm Papst Pius IX. nicht nur 5'000 Franken, sondern schenkte ihm auch die Zwillingsmonstranz aus der Pariser Versteigerung.

#### Orgeln

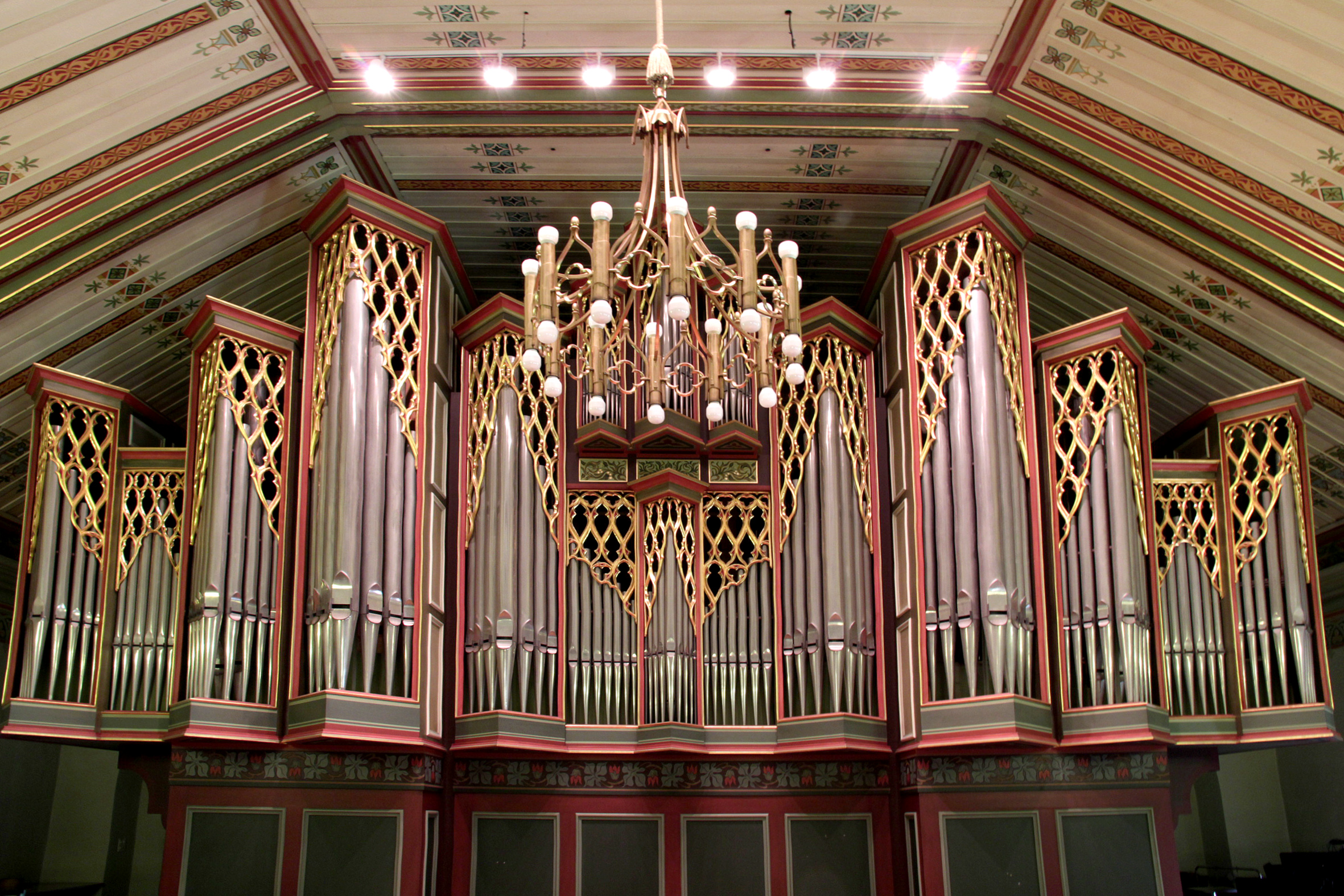
Die Späth-Orgel von 1981

Die Kirche St. Peter und Paul erhielt erstmals im Jahr 1891 eine Orgel. Es war dies ein Instrument von der Orgelbaufirma Goll, Luzern mit 20 klingenden Registern.
Die heutige Hauptorgel auf der Orgelempore wurde 1981 von der Firma Späth Orgelbau (Rapperswil) erbaut. Das Instrument hat 80 Register auf vier Manualen und Pedal. Die Spiel- und Registertrakturen sind elektrisch.
| I Hauptwerk C–c4 |               |        |
| 01.              | Rohrgedeckt 0 | 16′    |
| 02.              | Prinzipal     | 08′    |
| 03.              | Flauto major  | 08′    |
| 04.              | Gemshorn      | 08′    |
| 05.              | Oktave        | 04′    |
| 06.              | Hohlflöte     | 04′    |
| 07.              | Quinte        | 02 ⁄3′ |
| 08.              | Doublette     | 02′    |
| 09.              | Mixtur IV     | 02′    |
| 10.              | Scharf III    | 01′    |
| 11.              | Cornett V     | 08′    |
| 12.              | Trompete      | 16′    |
| 13.              | Trompete      | 08′    |
| 14.              | Clairon       | 04′    |

| II Schwellpositiv C–c4 |                 |        |
| 15.                    | Gambe           | 16′    |
| 16.                    | Prinzipal       | 08′    |
| 17.                    | Flûte harm.     | 08′    |
| 18.                    | Gedeckt         | 08′    |
| 19.                    | Gambe           | 08′    |
| 20.                    | Oktave          | 04′    |
| 21.                    | Blockflöte      | 04′    |
| 22.                    | Waldflöte       | 02′    |
| 23.                    | Sesquialtera II | 02 ⁄3′ |
| 24.                    | Larigot         | 01 ⁄3′ |
| 25.                    | Mixtur IV       | 01 ⁄3′ |
| 26.                    | Dulcian         | 16′    |
| 27.                    | Cromorne        | 08′    |
| 28.                    | Fagott          | 08′    |
| 29.                    | Schalmei        | 04′    |
|                        | Tremulant       |        |
|                        | Röhrenglocken   |        |

| III Schwellwerk C–c4 |                   |     |
| 30.                  | Gedeckt           | 16′ |
| 31.                  | Koppelflöte       | 08′ |
| 32.                  | Rohrgedeckt       | 08′ |
| 33.                  | Quintatön         | 08′ |
| 34.                  | Salicional        | 08′ |
| 35.                  | Unda Maris        | 08′ |
| 36.                  | Prinzipal         | 04′ |
| 37.                  | Traversflöte      | 04′ |
| 38.                  | Viola             | 04′ |
| 39.                  | Flageolet         | 02′ |
| 40.                  | Plein Jeu IV      | 02′ |
|                      | Tremulant         |     |
| 41.                  | Fagott            | 16′ |
| 42.                  | Trompette harm. 0 | 08′ |
| 43.                  | Oboe              | 08′ |
| 44.                  | Vox humana        | 08′ |
| 45.                  | Clairon           | 04′ |

| IV Kronpositiv C–c4 |                 |         |
| 46.                 | Holzgedeckt     | 08′     |
| 47.                 | Praestant       | 04′     |
| 48.                 | Rohrflöte       | 04′     |
| 49.                 | Nazard          | 02 ⁄3′  |
| 50.                 | Prinzipal       | 02′     |
| 51.                 | Flöte           | 02′     |
| 52.                 | Terz            | 01 3⁄5′ |
| 53.                 | Sifflöte        | 01′     |
| 54.                 | Zimbel IV       | 01′     |
| 55.                 | Holzkrummhorn 0 | 08′     |
| 56.                 | Chamade         | 16′     |
| 57.                 | Chamade         | 08′     |
| 58.                 | Chamade         | 04′     |

| Pedal C–f1 |               |        |
| 59.        | Untersatz     | 32′    |
| 60.        | Prinzipalbass | 16′    |
| 61.        | Subbass       | 16′    |
| 62.        | Zartbass      | 16′    |
| 63.        | Gambe         | 16′    |
| 64.        | Oktavbass     | 08′    |
| 65.        | Spitzflöte    | 08′    |
| 66.        | Gedeckt       | 08′    |
| 67.        | Gambe         | 08′    |
| 68.        | Oktave        | 04′    |
| 69.        | Flöte         | 04′    |
| 70.        | Gemshorn      | 02′    |
| 71.        | Mixtur IV     | 02 ⁄3′ |
| 72.        | Posaune       | 16′    |
| 73.        | Basson        | 16′    |
| 74.        | Trompete      | 08′    |
| 75.        | Fagott        | 08′    |
| 76.        | Clairon       | 04′    |
| 77.        | Kleinfagott   | 04′    |
| 78.        | Chamade       | 16′    |
| 79.        | Chamade       | 08′    |
| 80.        | Chamade       | 04′    |
|            | Röhrenglocken |        |

- Koppeln
  - Normalkoppeln: II/I, III/I, IV/I, III/II, IV/I, IV/II, IV/III, I/P, II/P, III/P, IV/P
  - Suboktavkoppeln: II/I, II/II, III/I, III/II, III/III
  - Superoktavkoppeln: I/I, II/I, II/II, III/I, III/II, III/III, II/P

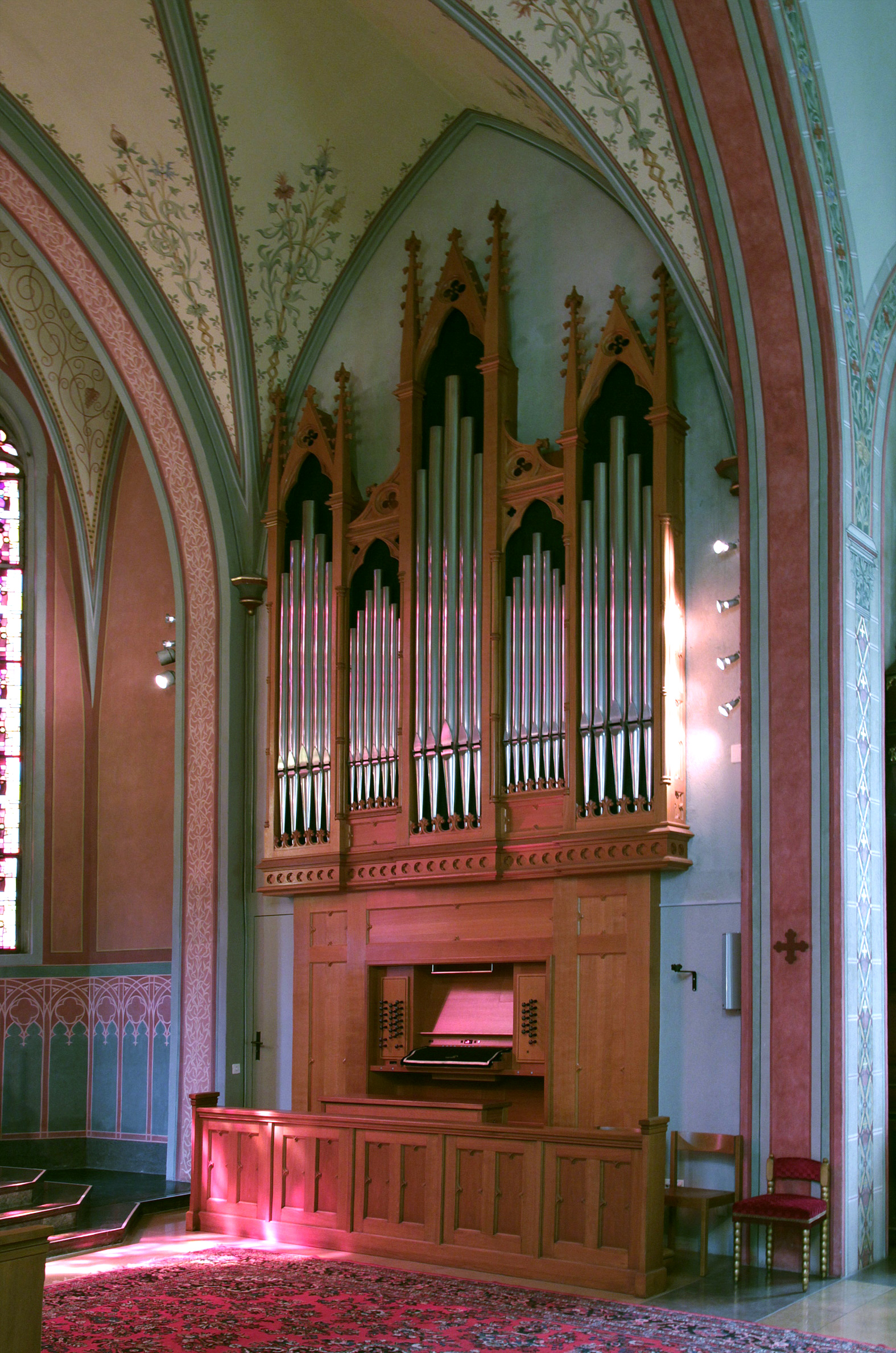
Die Rieger-Chororgel von 2001

Seit dem Jahr 2001 besitzt die Kirche St. Peter und Paul noch eine zweite Orgel. Es ist dies eine Chororgel, die durch Orgelbau Rieger (Schwarzach/Vorarlberg) gebaut wurde. Das Instrument mit mechanischer Spiel- und elektrischer Registertraktur hinter einem neugotischen Prospekt verfügt über 27 Register.
| I Hauptwerk C–a3 |       |
| Bourdon          | 16′   |
| Montre           | 08′   |
| Bourdon          | 08′   |
| Flûte harmonique | 08′   |
| Gambe            | 08′   |
| Praestant        | 04′   |
| Flûte            | 04′   |
| Doublette        | 02′   |
| Furniture IV     | 1 ⁄3′ |
| Trompette        | 08′   |
| Cromorne         | 08′   |
| Tremulant        |       |

| II Récit C–a3        |       |
| Flûte à bois         | 8′    |
| Suavial              | 8′    |
| Salicional           | 8′    |
| Voix céleste         | 8′    |
| Principal            | 4′    |
| Flûte octaviante     | 4′    |
| Nazard harmonique    | 2/3′  |
| Octavin              | 2′    |
| Tierce harmonique    | 13/5′ |
| Plein jeu IV         |       |
| Trompette harmonique | 8'    |
| Basson et hautbois   | 8′    |
| Tremulant            |       |

| Pedal C–f1 |      |
| Soubasse   | 16′  |
| Principal  | 08′  |
| Bourdon    | 08′  |
| Octave     | 04′  |
| Basson     | 016′ |

- Koppeln: II/I, II/P, I/P
- Spielhilfen: 768fache Setzeranlage mit Sequenz und Memory-Card